# Natalie Tran
Natalie Tran (Auburn, New South Wales, 24 de julio de 1986), conocida en línea como communitychannel, es una youtuber, actriz y comediante australiana. Es conocida por sus videos de comedia en los que analiza temas cotidianos.
Comenzó a publicar en YouTube en el 2006 mientras asistía a la Universidad de Nueva Gales del Sur. De 2006 a 2016, su canal consistió principalmente en videos de comedia de observación con monólogos. Tran fue el YouTuber con más suscriptores en Australia y uno de los YouTubers con mayores ingresos a nivel mundial a fines de la década de 2000 y principios de la de 2010. Dejó de subir vídeos de forma rutinaria a YouTube a finales del 2016 debido a su ansiedad.
Fuera de YouTube, la carrera actoral de Tran ha consistido en un papel secundario en la película de comedia romántica Goddess (2013), así como papeles recurrentes en el programa de comedia de sketches de Foxtel The Slot (2017-2018), el drama de comedia y crimen de FX/Foxtel. la serie Mr. In between (2018-2021) como Jacinta, y el programa de comedia de sketches de Network 10 Kinne Tonight (2018-2020). En 2022 se anunció que presentaría The Great Australian Bake Off a partir de 2023.

## Primeros años y educación
Natalie Tran nació el 24 de julio de 1986 en el suburbio de Auburn en Sydney, Nueva Gales del Sur, Australia, de padres refugiados que viajaron a Australia desde Vietnam en 1981. Su madre anteriormente ejerció la abogacía, mientras que su padre practicó la docencia literaria. Su hermana, Isabel, viajó con los padres de Tran desde Vietnam. Después de que la familia se reasentara en Sydney, la madre de Tran encontró empleo en el servicio postal, mientras que su padre se convirtió en maestro de escuela pública. Tran le da crédito a sus padres por hacer posible su éxito, expresando que "soportaron mucho para darnos a mi hermana y a mí una gran vida".
Tran se crio en Auburn y asistió a la escuela primaria en Lidcombe. Después de graduarse, asistió a Rosebank College en Five Dock, antes de transferirse a Meriden School, una escuela anglicana para niñas en Strathfield, en el noveno año, donde se graduó en 2004. Hablando sobre su experiencia en la escuela secundaria, compartió que "no era realmente una fan", y compartió: "No soy una estudiante muy ambiciosa o muy aplicada". Después de la secundaria, asistió a la Universidad de Nueva Gales del Sur, donde originalmente se especializó en educación inspirada por su padre, pero, tras el éxito de su canal de YouTube, comenzó a estudiar y luego completó una licenciatura en Medios Digitales. Mientras asistía a la Universidad de Nueva Gales del Sur, trabajó en el comercio minorista.

## Carrera profesional

### Youtube
Tran comenzó a publicar en su canal de YouTube en 2006, inicialmente publicando respuestas a otros videos que había visto en el sitio. Entonces, su contenido consistía en parodias de comedia de observación y vlogs, que satirizaban situaciones cotidianas, en las que interpretaba a todos los personajes y daba monólogos en todo momento.
En 2007, Tran fue invitado a participar en el lanzamiento de YouTube Australia. Un video de ella defendiendo a Vegemite apareció en el programa de televisión australiano A Current Affair en febrero de 2007. Tran fue nominado a dos premios por Mejor canal o personalidad de YouTube y por Canal de YouTube más divertido en los Open Web Awards 2009 de Mashable. Tran se asoció con Lonely Planet en 2010 para hacer una serie de videos de viajes, narrando su viaje alrededor del mundo a lugares como París, la ciudad de Nueva York, Los Ángeles y Buenos Aires.
Para 2009, Tran era el YouTuber con más suscriptores en Australia y el 37 con más suscriptores a nivel mundial. En 2010, se convirtió en la YouTuber número 18 con más suscriptores a nivel mundial.También en 2010, Tran fue el décimo YouTuber con mayores ingresos en la plataforma, habiendo obtenido más de $101,000 en ingresos publicitarios entre julio de 2009 y julio de 2010, según TubeMogul. Para el 2011, había obtenido más de un millón de suscriptores. En el 2013, comenzó una serie de consejos sobre relaciones llamada Love Conundrums en su canal de YouTube, que luego suspendió. Fue incluida en la alineación en YouTube FanFest Australia 2015. En una presentación de abril de 2015 en la Universidad de Brown publicada en su canal de YouTube, habló sobre la representación asiática y los estereotipos en los medios. En diciembre de 2015, apareció en el video promocional de Lilly Singh para su campaña #GirlLove, cuyo objetivo era acabar con la competencia socializada entre mujeres, junto a Shay Mitchell, Hannah Hart y otras.
Su parodia de abril de 2016 de la disculpa en video de Johnny Depp y Amber Heard por violar las leyes de bioseguridad australianas, en la que los describe a punta de pistola mientras filmaban el video, recibió elogios de los críticos. En febrero de 2017, su video del Día de San Valentín, en el que le dio una serenata a su pareja mientras él jugaba videojuegos con un casco de realidad virtual, también ganó popularidad en línea. Se convirtió en embajadora de la iniciativa Creators for Change de YouTube en septiembre de 2016. En diciembre de 2017, como parte del programa, lanzó White Male Asian Female, un documental de 40 minutos sobre las percepciones negativas de las relaciones entre mujeres asiáticas y hombres caucásicos como el suyo, en su canal de YouTube. Presentó un segmento de guía de video para el Festival de Cine de Sídney de 2019 llamado Launch Show, lanzado en mayo de 2019.

### Cine y televisión

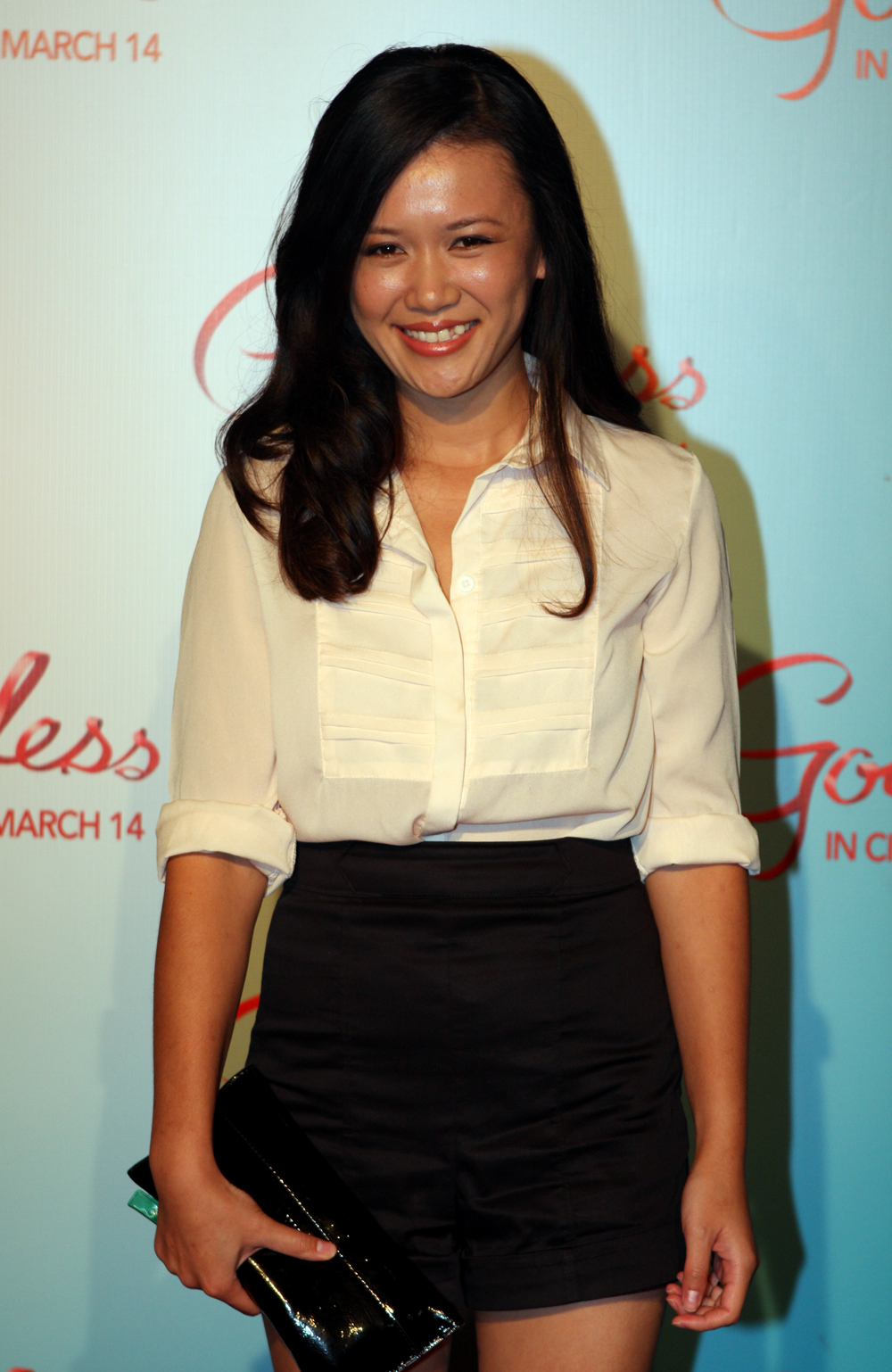
Tran en el estreno de Goddess, marzo de 2013

De 2010 a 2011, Tran trabajó como corresponsal en Sídney para el segmento The Whip ' The Project. Hizo su debut cinematográfico en la película de comedia romántica Goddess as Helen del 2013. De 2017 a 2018, apareció como una serie regular en el programa de comedia The Slot. Apareció en las tres temporadas de la serie de FX Mr In between en el papel recurrente de Jacinta, la exesposa del protagonista, Ray, interpretada por el creador de la serie Scott Ryan. Apareció como invitada en el episodio piloto de la serie de comedia Kinne Tonight en agosto de 2018. En el 2020, regresó al programa durante su segunda temporada como invitada recurrente.

### Otros esfuerzos
Seis meses después de regresar a casa de su viaje a Lonely Planet en 2011, Tran co-lanzó una aplicación de viajes para el Departamento de Relaciones Exteriores y Comercio de Australia con el exministro de Relaciones Exteriores del país, Kevin Rudd.

## Imagen pública

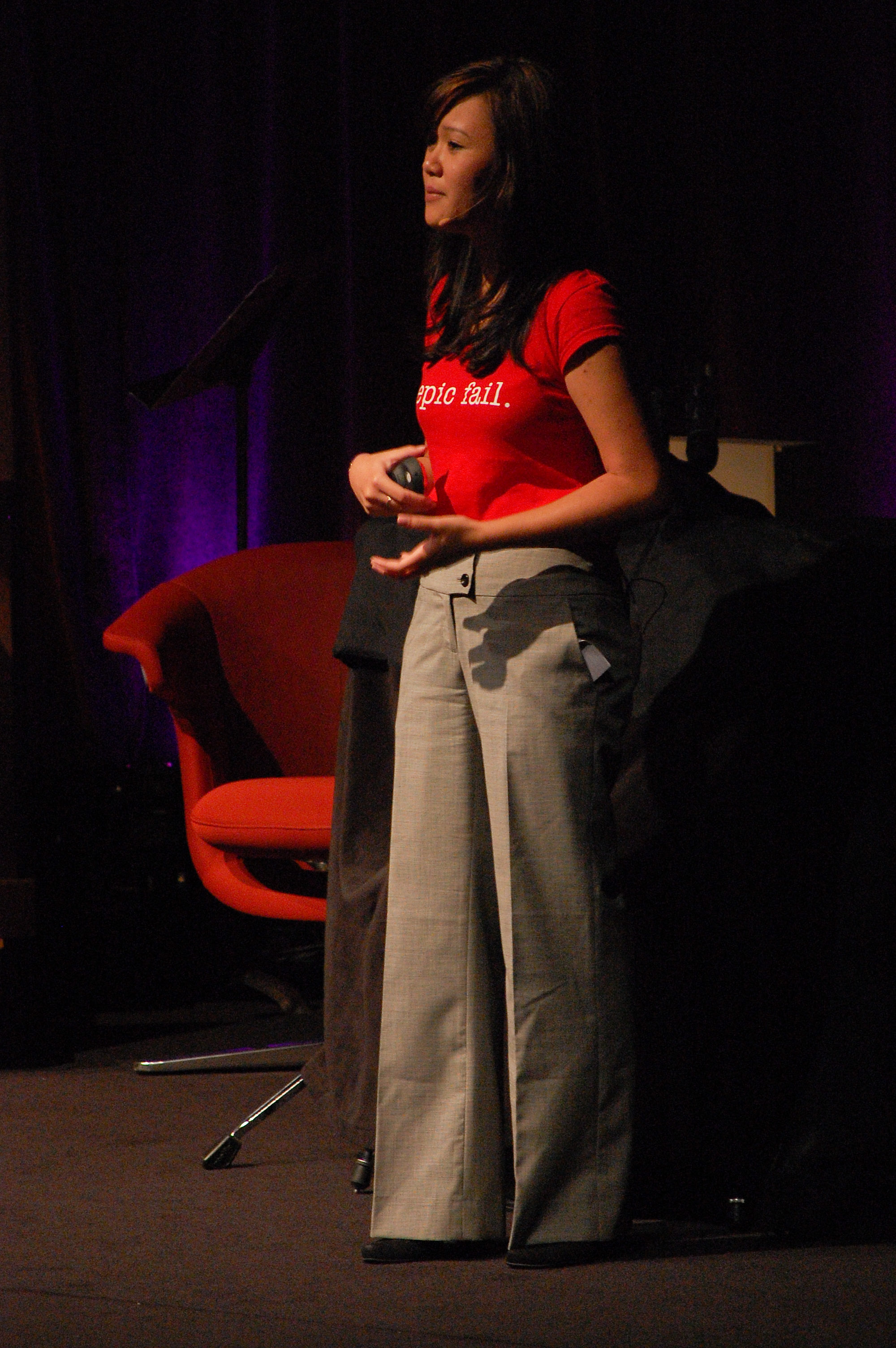
Tran hablando en la conferencia EG2010, enero de 2010

Los medios de comunicación se han referido con frecuencia a Tran como la "Reina australiana de YouTube". Ha aparecido en múltiples listas de los mejores YouTubers australianos. The Daily Telegraph la llamó "una de las historias de éxito originales de Australia en YouTube". Wired colocó a Tran en su lista de "Los 10 mejores geeks de Downunder". En 2011, Tran fue incluido en la lista anual de The Sydney Morning Herald ' las 100 personas más influyentes de Sídney. En 2014, Tran se incluyó en la lista de NewMediaRockstars ' sus 100 principales canales de YouTube. Digital Trends nombró su video "Indoor Plant Serial Killer" como uno de los videos de YouTube más divertidos de todos los tiempos en 2020.

## Vida personal
En 2015 Tran se hizo vegetariana y luego se volvió vegana. En 2011, comenzó a salir con Rowan Jones, un productor que conoció durante su tiempo en The Project.A 2015, los dos trabajan juntos como videógrafos independientes. Ella se identifica como atea.
Después de no haber publicado ningún video desde diciembre de 2016, Tran declaró en 2019 que se aisló y dejó de publicar videos de YouTube debido a la ansiedad de su trastorno obsesivo-compulsivo.

## Filmografía
| Año       | Título                       | Role                    | notas                                  |
| --------- | ---------------------------- | ----------------------- | -------------------------------------- |
| 2010-2011 | El proyecto                  | Sí misma                | Serie de televisión (13 episodios)     |
| 2011      | Hablando de tu generación    | Sí misma                | Programa de juegos (1 episodio)        |
| 2013      | Diosa                        | helena                  | debut cinematográfico                  |
| 2017-2018 | El hueco                     | Ella Misma/Varios roles | Series de Televisión                   |
| 2018-2021 | señor intermedio             | Jacinta                 | Serie de televisión (9 episodios)      |
| 2018-2020 | Kinne esta noche             | Ella Misma/Varios roles | Serie de televisión (5 episodios)      |
| 2020      | Rose Haven                   | Gema                    | Episodio: "Episodio n. ° 4.4"          |
| 2022      | Desamor alto                 | ñandú marrón            | Episodio: "Episodio n. ° 1.6 Angeline" |
| 2023      | El gran horneado australiano | Anfitrión               | Serie 7                                |